# The Enemy General
The Enemy General (Brasil: O General Inimigo ) é um filme estadunidense, de 1960, dos gêneros drama e guerra, em preto e branco, dirigido por George Sherman, roteirizado por Dan Pepper e Burt Picard, música de Mischa Bakaleinikoff.

## Sinopse
França, segunda guerra mundial, agente americano ligado a resistência francesa, recebe missão de resgatar um general alemão, o homem que em uma ação de represália, ordenou o fuzilamento de sua noiva.

## Elenco
- Van Johnson ....... Allan Lemaire
- Jean-Pierre Aumont ....... Lionel Durand
- Dany Carrel ....... Lisette
- John Van Dreelen ....... General Bruger
- Françoise Prévost ....... Nicole
- Hubert Noël ....... Claude
- Jacques Marin ....... Marceau
- Gérard Landry ....... Navarre
- Edward Fleming ....... Sargento Allen
- Paul Bonifas ....... Prefeito
- Paul Muller ....... Major Zughoff